# In Paradisum (album de Symfonia)
Pour les articles homonymes, voir In Paradisum (homonymie).
Albums de Symfonia
premier album
In Paradisum est le premier album studio du groupe finlandais de power metal Symfonia, publié le 25 mars 2011.

## Liste des chansons
Toutes les chansons sont écrites et composées par Timo Tolkki et Andre Matos.
| No  | Titre                                           | Durée |
| --- | ----------------------------------------------- | ----- |
| 1.  | Fields Of Avalon                                | 5:09  |
| 2.  | Come By The Hills                               | 5:01  |
| 3.  | Santiago                                        | 5:54  |
| 4.  | Alayna                                          | 6:17  |
| 5.  | Forevermore                                     | 5:32  |
| 6.  | Pilgrim Road                                    | 3:37  |
| 7.  | In Paradisum                                    | 9:36  |
| 8.  | Rhapsody In Black                               | 4:34  |
| 9.  | I Walk In Neon                                  | 5:45  |
| 10. | Don't Let Me Go                                 | 3:57  |
| 11. | I'll Find My Way Home (bonus version japonaise) | 4:44  |